# Yamazaki Mazak
Yamazaki Mazak Corporation (ヤマザキマザック株式会社, Yamazaki Mazakku Kabushiki-gaisha)  é uma fabricante de máquinas-ferramenta com sede em Oguchi, Japão. Nos Estados Unidos, no Brasil, na Rússia e no Reino Unido é conhecida simplesmente como Mazak.

## Histórico

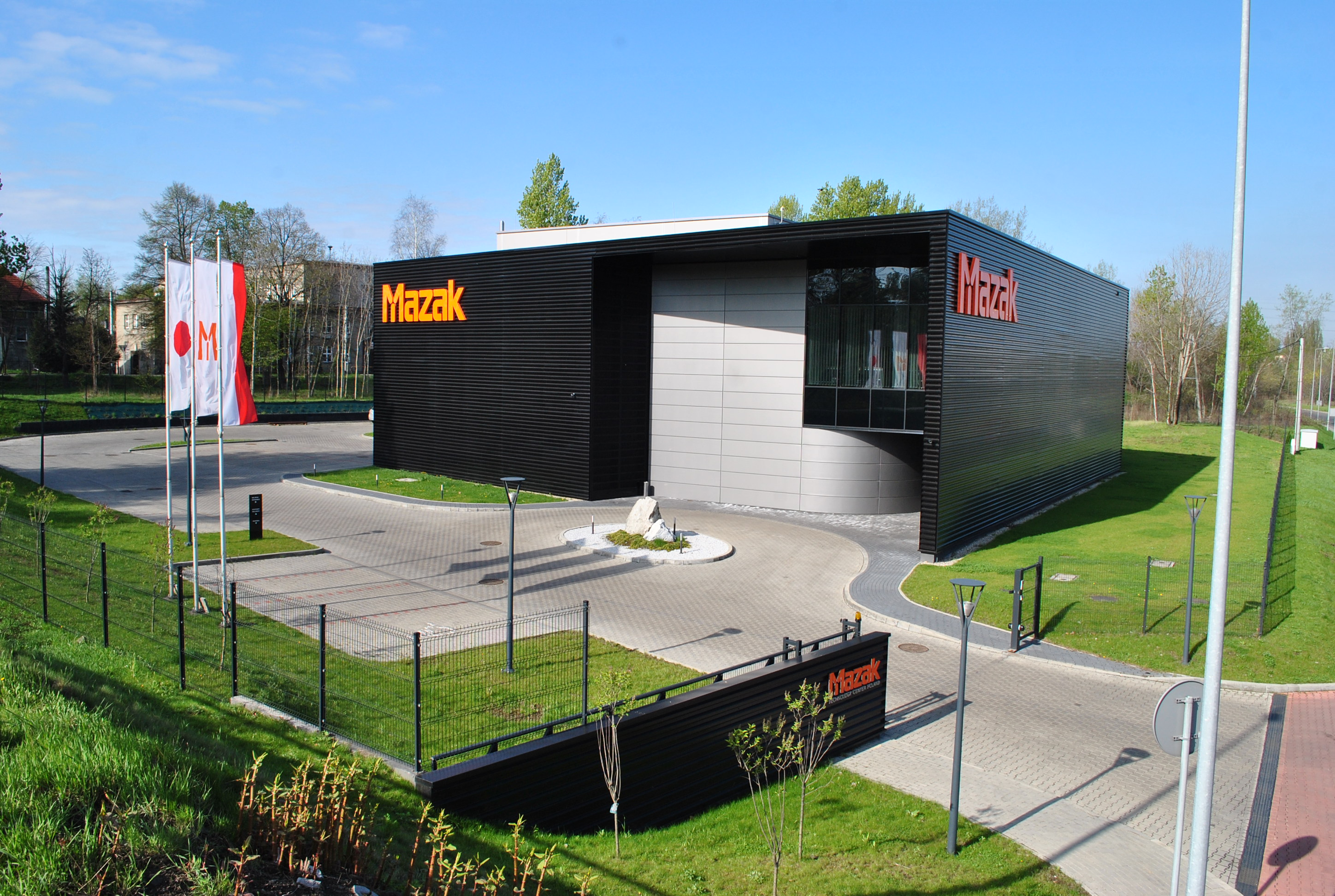
Centro Tecnológico da Mazak em Katowice, na Polônia.

A empresa foi fundada em 1919 em Nagoia por Saddakichi Yamazaki como uma pequena empresa que fabricava panelas e frigideiras. Durante a década de 1920, progrediu através de máquinas de fabricação de tapetes para máquinas de trabalhar madeira para máquinas-ferramentas para trabalhar metais, especialmente tornos. A empresa fazia parte do acúmulo industrial do Japão antes e durante a Segunda Guerra Mundial, então, como o resto da indústria japonesa, foi humilhada pelo resultado do conflito militar.
Durante os anos 1950 e 1960, sob os filhos do fundador, a Yamazaki reviveu e durante a década de 1960 estabeleceu-se como uma exportadora para o mercado estadunidense. Durante as décadas de 1970 e 1980, estabeleceu uma uma presença onshore maior nos Estados unidos, incluindo operações de construção de máquinas-ferramentas, e, desde então, tornou-se uma das empresas mais importantes no mercado global de máquinas-ferramentas.

### Brasil
A Mazak Sulamericana iniciou suas atividades no Brasil em 1991. A empresa mantinha uma unidade no município paulista de Santa Bárbara d'Oeste, na Região Metropolitana de Campinas (RMC). No dia 25 de junho de 2013, no entanto, foi inaugurado o novo Centro Tecnológico da Mazak Sulamericana localizado em Vinhedo, também na RMC. O CT faz parte do processo de expansão da Mazak, que mantém 80 Centros Tecnológicos espalhados em 22 países. Além da sede, a empresa possui um centro técnico em Caxias do Sul, no Rio Grande do Sul, e representantes em todos os estados do país, assim como na Argentina, Chile e Peru.